# Autometric
Autometric Inc. fue una compañía que surgió de Paramount Pictures para trabajar con imágenes satelitales tempranas. 
Los primeros éxitos en Autometric incluyeron la invención del Chromatron, que posteriormente se vendió a Sony y se usó antes de desarrollar el Trinitron . 
La compañía creó productos de análisis de imágenes para representar imágenes de la tierra, catalogación y análisis de imágenes. Autometric desarrolló hardware y metodología ortofotográfica temprana. La compañía fue adquirida por Raytheon y cambió su enfoque de producto a proyectos militares y de inteligencia. Fue llamado Operación Autometric de Raytheon. En pocos años, Autometric se separó de Raytheon y se independizó. Después de una serie de errores de gestión y casi bancarrotas, Boeing Inc. compró la compañía a finales de 2000 como parte de la Future Imagery Architecture.
Future Imagery Architecture se convirtió en la falla más espectacular y costosa en los 50 años de historia de los proyectos de satélites espías estadounidenses. Desde la debacle de la FIA, la Oficina de Reconocimiento Nacional ha prohibido a Boeing ofertar por nuevos contratos de satélites espías. Los productos nominalmente exitosos de Autometric, antes de ser archivados por Boeing, incluían Wings Mission Rehearsal, Edge Whole Earth, Spatial Query Server y DataMaster. Debido a la alta rotación, la mayor parte de la tecnología se abrió camino a Google y otras compañías en forma de talento técnico descontento. 
Wings y Edge fueron los antecesores directos de Google Earth. Bob Cowling, el director de Ingeniería de Producto en Autometric, fue el desarrollador principal de Wings. Wings fue un producto de ensayo de la misión que cubría imágenes sobre el terreno. Con los avances aprendidos de esa experiencia, Bob construyó un globo que condujo a la formación de Edge Whole Earth. Edge se utilizó para desarrollar gráficos para National Geographic, CBS Evening News y la película Shadow Conspiracy. 
El éxito de Edge llevó a varias derivaciones más pequeñas, incluida Edge Development Option. Muchos de los ingenieros que trabajan en Edge Development Option, fueron a trabajar para Keyhole, Inc. ayudando a crear lo que ahora es Google Earth . 